# Харацинови щуки
Харациновите щуки (Boulengerella) са род актиноптери от семейство Ctenoluciidae.
Таксонът е описан за пръв път от Карл Айгенман през 1903 година.

## Видове
- Boulengerella cuvieri
- Boulengerella lateristriga
- Boulengerella lucius
- Boulengerella maculata – Петниста харацинова щука
- Boulengerella xyrekes